# Constantin Kabemba
Constantin Kabemba (nascido em 1 de junho de 1943) é um ex-ciclista congolês. Representou sua nação em duas provas nos Jogos Olímpicos de Verão de 1968.